# 宁化州
宁化州，中国古代的州。
金朝大定二十二年（1182年）改宁华军置，治所在宁化县（今山西省宁武县西南宁化）。辖境相当今山西省宁武县及静乐县北部、原平市西部地。元朝元太祖十六年（1221年）并入管州。